# دم‌بادبزنی مهربان
دم‌بادبزنی مهربان (نام علمی: Rhipidura albolimbata) نام یک گونه از سرده دم‌بادبزنی است.